# Trypherus
Trypherus es un género de escarabajos de la familia Cantharidae. En 1851 Leconte describió el género. Esta es la lista de especies que lo componen:
- Trypherus atratulus  Brancucci, 1985
- Trypherus babai  Brancucci, 1985
- Trypherus charbinensis  Brancucci, 1985
- Trypherus chujoi  Brancucci, 1983
- Trypherus fenchihuensis  Brancucci, 1983
- Trypherus fenderi  Brancucci, 1985
- Trypherus kanoi  Brancucci, 1983
- Trypherus makiharai  Sato, 1976
- Trypherus nakanei  Brancucci, 1983
- Trypherus nantouensis  Brancucci, 1983
- Trypherus nigrinus  Brancucci, 1985
- Trypherus ohbayashii  Brancucci, 1985
- Trypherus parilis  Brancucci, 1983
- Trypherus perplexus  Brancucci, 1983
- Trypherus plagiocephalus  Brancucci, 1983
- Trypherus pseudoparilis  Brancucci, 1983
- Trypherus similis  Brancucci, 1983
- Trypherus simulator  Brancucci, 1983
- Trypherus taihorinensis  Brancucci, 1983
- Trypherus taiwanensis  Brancucci, 1983